# 花凰神也
花凰 神也（かおう じんや）は、日本のライトノベル作家。第18回ファンタジア長編小説大賞〈準入選〉受賞作『死神とチョコレート・パフェ』でデビュー。

## 作品リスト
富士見ファンタジア文庫（富士見書房）
- 死神とチョコレート・パフェ （全3巻、2006年9月 - 2007年1月、イラスト：夜野みるら）
- 仮面のメイドガイ メイド革命Ver. （単巻、2008年5月、原作・イラスト：赤衣丸歩郎）
- ぷっしゅ!（既刊2巻、2009年2月 - 、イラスト：あきやまけんた）
- 魔法の使えない魔法使いの物語（単巻、2013年4月、イラスト：木場智士）